# Spiritual Black Dimensions
Spiritual Black Dimensions četvrti je studijski album norveškog black metal-sastava Dimmu Borgir, a izdan je 1999. Ovo je prvi album skupine na kojem sudjeluju klavijaturist Mustis te pjevač (kasnije i basist) ICS Vortex.

## Popis pjesama
1. "Reptile" – 5:17
2. "Behind the Curtains of Night - Phantasmagoria" – 3:18
3. "Dreamside Dominions" – 5:13
4. "United in Unhallowed Grace" – 4:21
5. "The Promised Future Aeons" – 6:51
6. "The Blazing Monoliths of Defiance" – 4:37
7. "The Insight and the Catharsis" – 7:16
8. "Grotesquery Conceiled (Within Measureless Magic)" – 5:10
9. "Arcane Lifeforce Mysteria" – 7:03
10. "Masses for the New Messiah" (Bonus pjesma) – 5:13

## Doprinosi
- Shagrath - vokal
- Erkekjetter Silenoz - gitara
- Astennu - gitara
- Nagash - bas-gitara
- ICS Vortex - vokal
- Tjodalv - bubnjevi
- Mustis - sintesajzer i klavir

- Peter Tägtgren - inženjer zvuka, miksanje

## Zanimljivosti
Pjesma "Grotesquery Conceiled" je 1999. osvojila nagradu na norveškom Grammieju.